# Olivier Fouquet
Pour les articles homonymes, voir Fouquet.
 (octobre 2022).
Olivier Fouquet, né le 11 juillet 1942 dans le 16e arrondissement de Paris est un haut fonctionnaire français, membre du Conseil d'État. 

## Biographie

### Jeunesse et formation
Fils de Jean Fouquet, professeur à la faculté de médecine de Paris, il entre aux cours Hattemer puis poursuit sa scolarité au collège Saint-Louis-de-Gonzague de Paris. Étudiant à la faculté de droit de Paris, il obtient une licence et un diplôme d'études supérieures de droit public. Il est diplômé de l'Institut d'études politiques de Paris. 
Élève à l'ENA (promotion Turgot, 1968), il en sort auditeur au Conseil d'État. 

### Carrière
Rapporteur au Conseil des impôts, il est appelé par Jean-Philippe Lecat comme conseiller technique au secrétariat d´État à l'Information puis à l'Économie et aux finances entre 1972 et 1973. Il demeure conseiller technique à l'économie et aux finances au cabinet du ministre en titre, Valéry Giscard d'Estaing entre 1973 et 1974. Élu Président de la République, Valéry Giscard d'Estaing l'intègre au secrétaire général de la présidence de la République française durant son septennat. Il est nommé maître des requêtes au Conseil d'État en 1975.
Après un retour au conseil d'État à la victoire de François Mitterrand, il est nommé à la section du contentieux, en qualité de commissaire du gouvernement de 1983 à 1993, président de la 9e sous-section entre 1995 et 1999, et président-adjoint entre 1999 et 2001. 
Devenu conseiller d´État en 1988, il est rapporteur général de la Commission de la nationalité en 1987 et 1988.
Il siège également au Conseil national des impôts en 1989 et 1990, au Conseil national de l'Ordre des médecins entre 1989 et 2001, au Tribunal des conflits entre 1998-2001 et au Conseil supérieur de la fonction publique de l'État de 2001 à 2007.
Membre de la Cour de discipline budgétaire et financière à partir de 1990, il a présidé la section des finances du Conseil d'État de 2001 à 2011, ainsi que la Commission de déontologie de la fonction publique. À ce titre, il a révélé devant la Commission des Lois de l'Assemblée Nationale que les membres de cette instance ont envisagé une démission collective face à la nomination controversée de François Pérol, conseiller économique auprès de Nicolas Sarkozy, en tant que président des banques Caisse d'épargne et Banque populaire en février 2009, sur laquelle ils n'ont pas été appelés à se prononcer.

## Ouvrages
- Fiscalité internationale, 1988
- L'Abus de droit, 1989
- Les Grands arrêts de la jurisprudence fiscale (en coll.), 1992
- Le Conseil d'État et la cassation (en coll.),préface de Renaud Denoix de Saint Marc, 1996.

## Honneurs
- Commandeur de la Légion d'honneur
- Chevalier de l'ordre national du Mérite

### Sources
- Who's Who in France, 2008